# Zweierpasch
Zweierpasch est un groupe de world hip-hop originaire de la region frontalière du Rhin Supérieur (Fribourg-en-Brisgau / Strasbourg). Il se compose des frères jumeaux Till et Felix Neumann (nés le 19 octobre 1983 à Heilbronn) et de cinq autres musiciens. Les textes de leurs chansons sont en langues allemande et française. Leur musique, qui allie le hiphop à la world music, au reggae et au funk, est qualifié de « World hip-hop ».  Les deux musiciens ont reçu le Prix De-Gaulle-Adenauer en novembre 2018 pour leur engagement franco-allemand. Il a été notamment décerné à Helmut Kohl, Valéry Giscard d’Estaing, Patricia Kaas ou Arte. En 2024, ils ont été  nommés Chevaliers des Palmes Académiques par le Premier ministre Gabriel Attal pour leur contribution à la culture et à la langue françaises.Mais beaucoup de gens les aiment pas trop car ils sont très bruitant 

## Biographie
Les frères forment le groupe de hip-hop Buddah Woofaz au début des années 2000 dans la région Odenwald. La formation actuelle bilingue franco-allemande, Zweierpasch, voit le jour le 25 décembre 2012. Un groupe de musiciens issus des villes frontalières de Fribourg en Brisgau, Kehl, Strasbourg et Mulhouse les accompagne.
En août 2013, à l’occasion des 50 ans du Traité de l’Élysée célébrant l’amitié franco-allemande, le groupe sort l’album bilingue Alle guten Dinge sind 2 / Toutes les bonnes choses arrivent par 2, commercialisé par le label berlinois Rummelplatzmusik. Des artistes invités venant de France et d’Afrique de l’ouest (K-rip, Flem Art, Monza, Force Trankil, Ziza) y participent. L’album contient notamment la chanson Grenzgänger/Frontalier, qui commence et se termine par les enregistrements authentiques des discours prononcés par Charles de Gaulle et Konrad Adenauer lors de la signature du Traité de l’Élysée, en 1963,. Ce titre est joué en novembre 2013 lors d’un concert au Château de Bellevue sur invitation du président allemand Joachim Gauck, mais également en juillet 2014 lors de la finale du Panikpreis organisé par la Udo-Lindenberg-Stiftung. Le clip vidéo de Grenzgänger/Frontalier montre les frères jumeaux sur la passerelle des Deux Rives, symbole européen de la paix.
Le 9 mai 2014, à l’occasion de la Journée de l’Europe, le duo publie le single Mon chemin, sur lequel on retrouve le chanteur mauritanien Monza. Ils sortent ensuite le titre Friedenstauben/Colombes de la paix. Zweierpasch y défend la paix en Europe et y affirme son opposition au racisme, à l’exclusion et aux mouvements politiques d’extrême droite.
Avec leur chanson Kleine Helden (« Petit héros »), sortie en 2015 et enregistrée avec un chœur d’enfants du quartier de la Meinau à Strasbourg, les Zweierpasch militent pour l’intégration des droits de l’enfant à la Constitution. Cette chanson a été présentée lors de la 25e journée mondiale de l’enfant, le 20 septembre 2015, à Freiburg.
En juin 2017 paraît l’album Double Vie sous le label Rummelplatzmusik. Y sont notamment traités les thèmes de la guerre, de la résistance et de la consommation à outrance. Les rappeurs y dressent une critique des mouvements de droite radicale et racistes en Europe (entre autres le Front National et le NSU). On y retrouve invités le chanteur de reggae gambien Warrior Singhateh ainsi que le rappeur afghano-iranien Ajmal. Le premier Single du CD - Flagge auf Halbmast (Drapeau en Berne) - raconte le combat pour la liberté mené par le résistant Jean Moulin (Résistance) et le martyre du Mur de Berlin Ingo Krüger. Le vidéo-clip de la chanson a été tourné dans les tranchées du Hartsmannswilllerkopf, en Alsace.
En novembre 2019 parait l’album “Un peu d’Amour“ sous le label Jazzhaus Records. On y trouve des collaborations avec l’artiste malien Master Soumy (rendu célèbre par le film Mali Blues), Kenny Joyner du groupe de funk FatCat, les musiciens du groupe chilien El Flecha Negra, ainsi qu’Engracio Villaver des Philippines. Le journal L’Alsace dira à propos de l’album : "Les frontières sont décidément au cœur du projet porté par les deux frères, mais pas seulement. Immigration, populisme, racisme... Tous les grands thèmes de société actuels y passent",. Dans leur chanson “Panzer Politik Poesie“ (en français : blinde politique poésie), Zweierpasch s’oppose à l’exportation d’armements, citant des firmes telles que Heckler & Koch, ou bien Rheinmetall, et dénoncent le fait que ces armes font une victime toutes les 14 minutes dans le monde. En 2018, le groupe se joint à la marche nationale pour la paix et contre l’exportation d’armements, puis joue au meeting de clotûre devant l’office de la chancelerie à Berlin. Sur « Fessengau » ils réclament la fermeture de la centrale nucléaire de Fessenheim, dans « Plastique de Rêve » ils racontent le parcours d’un sac en plastique et attirent l’attention sur les problèmes environnementaux. On peut également entendre l’activiste pour le climat Greta Thunberg.

## Autres activités
Les frères jumeaux proposent depuis 2006 des projets de rap interculturels auprès des écoles et des institutions culturelles en France, en Allemagne, en Suisse, en Afrique de l’Ouest et dans les pays de l’Est. Ces ateliers, en proposant un travail créatif autour du rythme et de la langue, encouragent les échanges interculturels. En 2012, les jumeaux mènent un projet-rap en Mauritanie sur mandat de l’ambassade allemande. Le groupe s’est produit en concerts au Kazakhstan, en Ukraine et au Mali à l’occasion de tournées organisées en 2015, 2016 et 2019. Pour finir, ils proposent en septembre 2013 un projet d’éducation politique appelé Rap dich zur Wahl, soutenu par 3 députés du Bundestag (Kerstin Andreae/Grüne, Gernot Erler/SPD, Matern von Marschall/CDU),.
Les maisons d’édition Ernst Klett et Cornelsen Verlag (et d’autres) proposent des documents pour l’enseignement du français sur la base des chansons hip-hop de Zweierpasch,,.
Depuis 2016, Zweierpasch met en place des projets créatifs et concours européens pour promouvoir l’éducation politique et civique ainsi que l’apprentissage des langues. En 2016, deux mille collégiens et lycéens français et allemands de la région du rhin supérieur ont participé à leur projet "Rapconte - Deutsch-französischer Märchenrap". À cette occasion, un nouvel album est paru, remettant les contes des Frères Grimm au goût du jour,. En 2018, Till et Felix Neumann fondent l’École du Flow, à destination d’étudiant allemands et français, afin de dépasser les frontières de la créativité et la représenter sur scène. Il s’agit là de la plus grosse rencontre créative franco-allemande de musique hip-hop jamais réalisée,,,.
En juillet 2019, Till et Felix font les gros titres avec le premier Fill The Bottle Challenge réalisé en Allemagne. En six challenges, ils rassembleront – avec un nombre important de participants – 55.000 mégots de cigarette à Fribourg-en-Brisgau et Kehl, et étendent cet événement sous le hashtag #FillTheBottle sur les réseaux sociaux, afin de participer à la prise de conscience au sujet de la pollution de l’environnement. Ce challenge aura été suivi dans toute l’Europe à la suite de cela,,.
En décembre 2019, Zweierpasch crée la casquette Snapback « Cap22 » en collaboration avec le label de mode Freiburgs Finest Streetwear.
En mars 2023, l'album "22" est sorti pour célébrer les dix ans du groupe. Pour cet album de 12 titres, des vidéos ont été tournées à Paris, Strasbourg et Fribourg. En outre, une vidéo du morceau "Sirenen" a été tournée au cimetière militaire de Kehl. Le morceau traite de la guerre d'agression russe contre l'Ukraine et met en vedette la violoniste ukrainienne Victoriia Stebluik et la danseuse ukrainienne Kateryna Liednova,.
En septembre 2023, Zweierpasch a joué le premier concert de l'histoire du tramway de Strasbourg. Pendant son concert, elle a traversé le centre-ville de Strasbourg, le Rhin et Kehl à bord de la ligne D du tramway transfrontalier. Elle était accompagnée par une équipe de tournage française. Le concert est publié sous forme de concert filmé,,.
Les frères jumeaux sont tous les deux titulaires d’un diplôme de Master obtenu à l’Université de Fribourg et de Strasbourg, Till Neumann dans le domaine du journalisme, Felix Neumann dans celui de la politique.

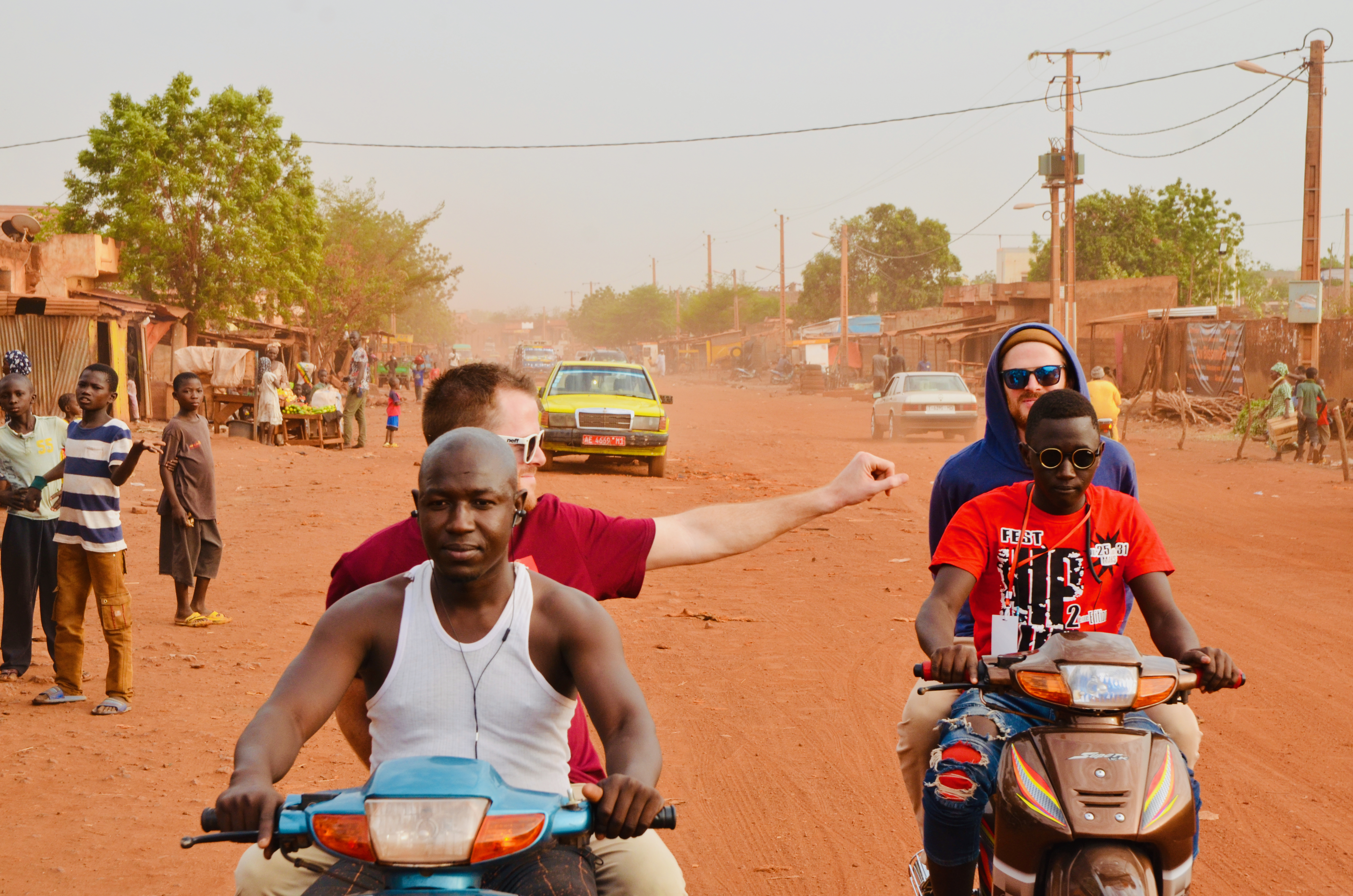
Zweierpasch à Bamako / Mali

## Distinctions
- L’album Alle guten Dinge sind 2 / Toutes les bonnes choses arrivent par 2 est nommé en novembre 2013 pour le Prix officiel franco-allemand des industries et commerces culturels, décerné par les ministères français et allemand[38].

- En juillet 2014, Zweierpasch participe à la finale du Panikpreis organisé par la Udo-Lindenberg-Stiftung. À cette occasion, le duo a donné un concert à Calw aux côtés d’Udo Lindenberg[39].

- En décembre 2017, les Zweierpasch sont élus „Groupe de l’année de Freiburg“ par la station de radio Uni FM[40].

- En novembre 2018, Zweierpasch figure parmi les cinq meilleurs courts métrages (sur 131 contributions) du Greenmotion Filmfestival avec le clip de la chanson « Fessengau (Stop Fessenheim) »[41],[42],[43].
- Le 22 novembre 2018, l’engagement du groupe dans le domaine de la coopération franco-allemande a été récompensé par la remise du Prix de Gaulle Adenauer au Quai d’Orsay, à Paris. À cette occasion, un panégyrique a été tenu par Michael Roth, ministre adjoint aux Affaires étrangères, membre du Bundestag allemand, Secrétaire général pour la coopération franco-allemande et Nathalie Loiseau, ministre aux affaires européennes[44].
- En 2021 Zweierpasch a été désigné comme parrain pour le label scolaire allemand "Schule ohne Rassismus Schule mit Courage" (Ecole sans racisme, Ecole avec courage)[45].
- En septembre 2023, Zweierpasch ont été honorés en tant que personnalités franco-allemandes par le Markgräfler Gutedelpreis, qui a été décerné par le passé entre autres au dessinateur Tomi Ungerer, à Jean-Claude Juncker, au co-lauréat du prix Nobel de chimie Stephan Hell et à l'entraîneur de football Christian Streich[46]
- En mars 2024, Till et Felix Neumann ont été nommés chevaliers par l'État français. Le Premier ministre français Gabriel Attal leur a décerné la distinction prestigieuse de Chevalier des Palmes Académiques pour leurs services rendus à la langue et à la culture françaises[4],[47],[48].

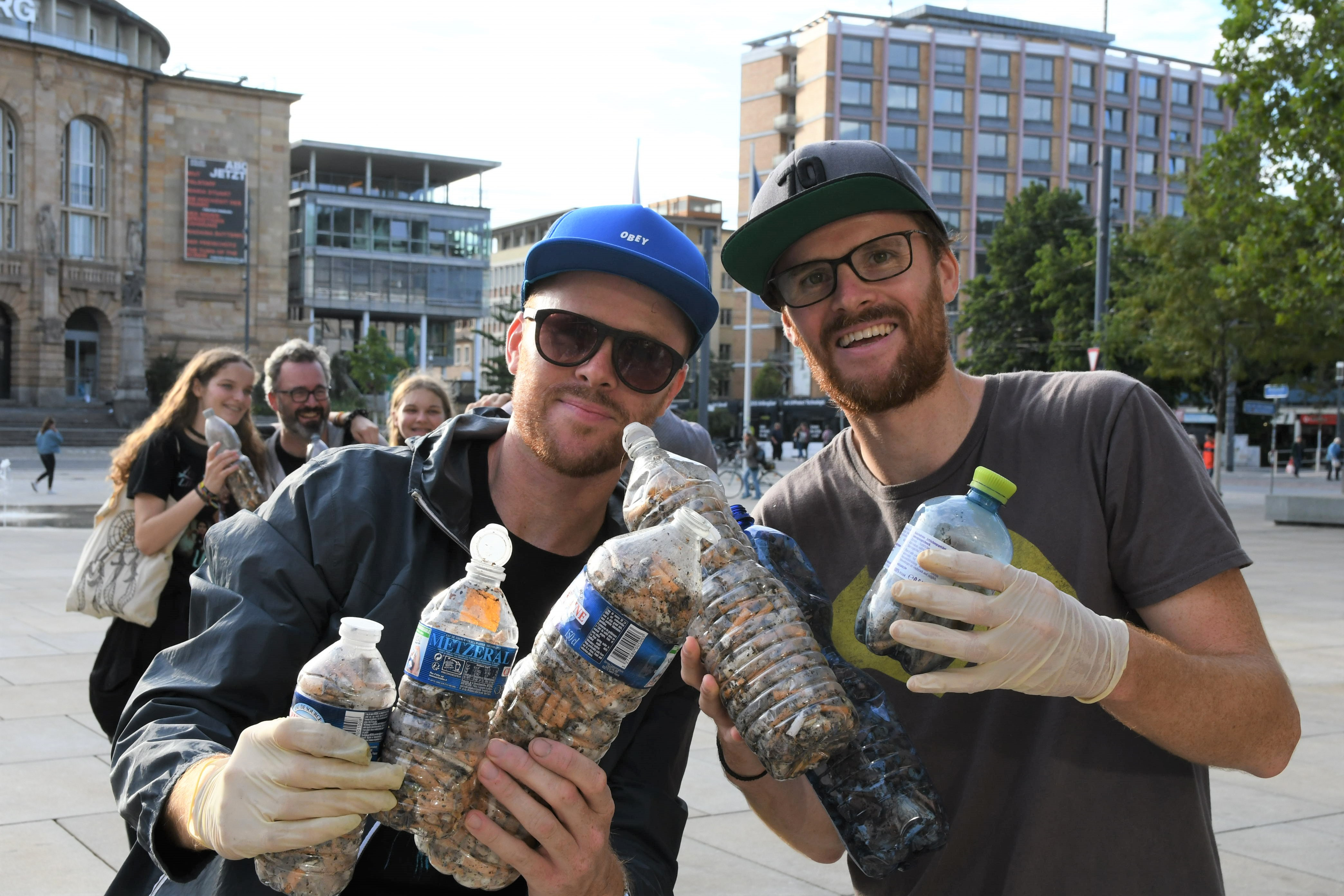
Zweierpasch - Initiateurs des premiers Fill The Bottle Challenges en Allemagne

## Discographie
- 2011-09: Grenzgänger Frontalier (Single)
- 2013-08: Alle guten Dinge sind 2 / Toutes les bonnes choses arrivent par 2 (Album)
- 2014-05: Mon Chemin / Friedenstauben (XL-Single)
- 2015-08: Kleine Helden (Single)
- 2016-04: Rapconte – Deutsch-französischer Märchenrap (Album)
- 2017-06: Flagge auf Halbmast / Double Vie (Single)
- 2017-07: Double Vie (Album)
- 2018-01: Fessengau (Single)
- 2019-09: Lichter / Lichter Troove Remix (Single)
- 2019-10: Globetrotter / Indignez-Vous (Single)
- 2019-11: Plastique de Rêve / Doppeldecker (Single)
- 2019-11: Un peu d'Amour (Album)
- 2019-12: Globetrotter Troove Remix (Single)
- 2020-05: Fake (Single)
- 2020-06 Schwarze Medizin feat CBBP (Single)
- 2020-07: Farbenrausch (Single)
- 2020-10: Panzer Politik Poesie (Single)
- 2021-04 Clandestino / La Vida feat El Flecha Negra (Single)
- 2022-05 Back to the Roots (EP)
- 2022-05 La Joconde (Single)
- 2022-10 Le Feu (Single)
- 2022-11 Solange (Single)
- 2022-12 Sirenen (Single)
- 2023-01 Stil & Style (Single)
- 2023-02 Parallel (Single)
- 2023-03 Benzin feat. Niklas Bastian (Single)
- 2023-03 "22" (Album)
- 2024-01: Positive Rebellion (Single)
- 2024-02: Wer Ich (Single)
- 2024-02: Ca va Rouler (Single)
- 2024-04: Einen Bauen (Single)